# Formação estrutural
Na cosmologia física, a formação da estrutura é a formação de galáxias, aglomerados de galáxias e estruturas maiores a partir de pequenas flutuações de densidade iniciais. O universo, como agora é conhecido pelas observações da radiação cósmica de fundo em micro-ondas, começou em um estado quente, denso e quase uniforme há aproximadamente 13,8 bilhões de anos. No entanto, olhando para o céu noturno hoje, estruturas em todas as escalas podem ser vistas, desde estrelas e planetas até galáxias. Em escalas ainda maiores, aglomerados de galáxias e estruturas semelhantes a folhas de galáxias são separados por enormes vazios contendo poucas galáxias. A formação da estrutura tenta modelar como essas estruturas foram formadas pela instabilidade gravitacional de pequenas ondulações iniciais na densidade do espaço-tempo ou outra emergência.
O modelo M.E.F.Λ moderno é bem-sucedido em prever a distribuição observada em grande escala de galáxias, aglomerados e vazios; mas na escala de galáxias individuais há muitas complicações devido a processos altamente não lineares envolvendo física bariônica, aquecimento e resfriamento de gás, formação estelar e retroalimentação. Compreender os processos de formação de galáxias é um tópico importante da pesquisa cosmológica moderna, tanto por meio de observações como o Campo ultraprofundo do Hubble (C.U.P.H) quanto por meio de grandes simulações de computador.

## Visão geral
Sob os modelos atuais, a estrutura do universo visível foi formada nos seguintes estágios:

### Universo muito primitivo
Nesse estágio, algum mecanismo, como a inflação cósmica, foi responsável por estabelecer as condições iniciais do universo: homogeneidade, isotropia e planicidade. A inflação cósmica também teria amplificado minúsculas flutuações quânticas (pré-inflação) em leves ondulações de densidade de superdensidade e subdensidade (pós-inflação).

### Crescimento da estrutura
O universo primitivo foi dominado pela radiação; neste caso, as flutuações de densidade maiores que o horizonte cósmico crescem proporcionalmente ao fator de escala, pois as flutuações do potencial gravitacional permanecem constantes. Estruturas menores que o horizonte permaneceram essencialmente congeladas devido ao domínio da radiação que impedia o crescimento. À medida que o universo se expande, a densidade da radiação cai mais rapidamente do que a da matéria (devido ao desvio para o vermelho da energia dos fótons); isso levou a um cruzamento chamado igualdade matéria-radiação em ~ 50.000 anos após o Big Bang. Depois disso, todas as ondulações de matéria escura poderiam crescer livremente, formando sementes nas quais os bárions poderiam mais tarde cair. O tamanho do universo nesta época forma uma mudança no espectro de energia da matéria que pode ser medido em grandes levantamentos de  desvio para o vermelho.

### Recombinação
O universo foi dominado por radiação durante a maior parte deste estágio e, devido ao intenso calor e radiação, o hidrogênio e o hélio primordiais foram totalmente ionizados em núcleos e elétrons livres. Nesta situação quente e densa, a radiação (fótons) não poderia viajar muito antes da dispersão de Thomson "em relação" a um elétron. O universo era muito quente e denso, mas se expandindo rapidamente e, portanto, esfriando. Finalmente, pouco menos de 400.000 anos após o "bang", ficou frio o suficiente (cerca de 3.000 K) para que os prótons capturassem elétrons carregados negativamente, formando átomos de hidrogênio neutros. (Os átomos de hélio se formaram um pouco mais cedo devido à sua maior energia de ligação). Uma vez que quase todas as partículas carregadas estavam ligadas a átomos neutros, os fótons não mais interagiam com elas e estavam livres para se propagar pelos próximos 13,8 bilhões de anos; atualmente detectamos esses fótons desviados para o vermelho por um fator de 1090 até 2,725 K como a Radiação cósmica de fundo em micro-ondas (R.C.F.M.) preenchendo o universo de hoje. Várias missões espaciais notáveis (Explorador de fundo cósmico (E.F.C.), Sonda de anisotropia de micro-ondas Wilkinson (S.A.M.W.), Planck) detectaram variações muito pequenas na densidade e temperatura da R.C.F.M.. Essas variações foram sutis e a R.C.F.M. parece quase uniformemente o mesmo em todas as direções. No entanto, as pequenas variações de temperatura da ordem de algumas partes em 100.000 são de enorme importância, pois foram essencialmente as primeiras "sementes" das quais todas as estruturas complexas subsequentes do universo finalmente se desenvolveram.
A teoria, sobre o que aconteceu após os primeiros 400.000 anos do universo, é a da formação de estrutura hierárquica: as estruturas menores gravitacionalmente ligadas, como picos de matéria contendo as primeiras estrelas e aglomerados estelares, se formaram primeiro e posteriormente se fundiram com gás e matéria escura para formar galáxias, seguida por grupos, aglomerados [en] e superaglomerados de galáxias.

## Universo muito primitivo
O universo primitivo ainda é uma época mal compreendida, do ponto de vista da física fundamental. A teoria predominante, a inflação cósmica, faz um bom trabalho explicando a planicidade [en], a homogeneidade e a isotropia, observadas do universo, bem como a ausência de partículas relíquias [en] exóticas (como monopolos magnéticos). Outra previsão confirmada pela observação é que pequenas perturbações no universo primordial semeiam a formação posterior da estrutura. Essas flutuações, embora formem a base de toda a estrutura, aparecem mais claramente como pequenas flutuações de temperatura em uma parte em 100.000. (Para colocar isso em perspectiva, o mesmo nível de flutuações em um mapa topográfico dos Estados Unidos da América não mostraria nenhuma característica mais alta do que alguns centímetros.) Essas flutuações são críticas, porque fornecem as sementes das quais as maiores estruturas pode crescer e eventualmente colapsar para formar galáxias e estrelas. O Explorador de fundo cósmico (E.F.C.) forneceu a primeira detecção das flutuações intrínsecas na radiação cósmica de fundo na década de 1990.
Acredita-se que essas perturbações tenham um caráter muito específico: elas formam um campo aleatório gaussiano [en] cuja função de covariância é diagonal e quase invariante em escala. As flutuações observadas parecem ter exatamente esta forma e, além disso, o índice espectral medido pela Sonda de anisotropia de micro-ondas Wilkinson (S.A.M.W.) – o índice espectral mede o desvio de um espectro invariante em escala (ou Harrison-Zel'dovich) – é quase o valor previsto pelo método mais simples e modelos mais robustos de inflação. Outra propriedade importante das perturbações primordiais, de serem adiabáticas (ou isentrópicas entre os vários tipos de matéria que compõem o universo), é prevista pela inflação cósmica e tem sido confirmada por observações.
Outras teorias do universo muito primitivo foram propostas e afirmam fazer previsões semelhantes, como a cosmologia do gás brana, o modelo cíclico, o modelo pré-big bang e o universo holográfico, mas permanecem incipientes e não são amplamente aceitas. Algumas teorias, como as cordas cósmicas, foram amplamente refutadas por dados cada vez mais precisos.

### O problema do horizonte

O tamanho físico do raio de Hubble (linha sólida) em função do fator de escala do universo. O comprimento de onda físico de um modo de perturbação (linha tracejada) também é mostrado. O gráfico ilustra como o modo de perturbação sai do horizonte durante a inflação cósmica para reentrar durante a dominação da radiação. Se a inflação cósmica nunca tivesse acontecido e a dominação da radiação continuasse até uma singularidade gravitacional, então o modo nunca teria saído do horizonte no início do universo.

Um conceito importante na formação de estruturas é a noção do raio de Hubble, muitas vezes chamado simplesmente de horizonte, pois está intimamente relacionado ao horizonte de partículas. O raio de Hubble, que está relacionado ao parâmetro de Hubble {\displaystyle H} como {\displaystyle R=c/H}, onde {\displaystyle c} é a velocidade da luz, define, grosso modo, o volume do universo próximo que recentemente (na última expansão tempo) esteve em contato causal [en] com um observador. Como o universo está em constante expansão, sua densidade de energia está diminuindo continuamente (na ausência de matéria verdadeiramente exótica, como a  energia fantasma). A equação de Friedmann relaciona a densidade de energia do universo com o parâmetro de Hubble e mostra que o raio de Hubble está aumentando continuamente.
O problema do horizonte da cosmologia do big bang diz que, sem inflação, as perturbações nunca estiveram em contato causal antes de entrarem no horizonte e, portanto, a homogeneidade e a isotropia de, por exemplo, as distribuições de galáxias em grande escala não podem ser explicadas. Isso ocorre porque, em uma cosmologia de Friedmann – Lemaître – Robertson – Walker comum, o raio de Hubble aumenta mais rapidamente do que o espaço se expande, de modo que as perturbações apenas entram no raio de Hubble e não são empurradas para fora pela expansão. Esse paradoxo é resolvido pela inflação cósmica, que sugere que durante uma fase de rápida expansão no início do universo o raio de Hubble era quase constante. Assim, a isotropia em grande escala se deve a flutuações quânticas produzidas durante a inflação cósmica que são empurradas para fora do horizonte.

## Plasma primordial
O fim da inflação é chamado de reaquecimento [en], quando as partículas de inflação decaem em um plasma quente e térmico de outras partículas. Nesta época, o conteúdo de energia do universo é inteiramente radiação, com as partículas do modelo padrão tendo velocidades relativísticas. À medida que o plasma esfria, acredita-se que a bariogênese e a leptogênese [en] ocorram, à medida que o plasma quark–gluon esfria, ocorre a quebra da simetria eletrofraca e o universo se torna composto principalmente de prótons, nêutrons e elétrons comuns. À medida que o universo esfria ainda mais, ocorre a nucleossíntese do Big Bang e pequenas quantidades de núcleos de deutério, hélio e lítio são criadas. À medida que o universo esfria e se expande, a energia dos fótons começa a se desviar para o vermelho, as partículas se tornam não relativísticas e a matéria comum começa a dominar o universo. Eventualmente, os átomos começam a se formar à medida que os elétrons livres se ligam aos núcleos. Isso suprime a dispersão de Thomson de fótons. Combinado com a rarefação do universo (e consequente aumento do caminho livre médio dos fótons), isso torna o universo transparente e a radiação cósmica de fundo é emitida na recombinação (a superfície do último espalhamento).

### Oscilações acústicas
O plasma primordial teria superdensidades muito pequenas de matéria, que se acredita terem derivado do aumento das flutuações quânticas durante a inflação. Seja qual for a fonte, essas superdensidades atraem gravitacionalmente a matéria. Mas o calor intenso das interações fóton-matéria quase constantes desta época busca vigorosamente o equilíbrio térmico, o que cria uma grande quantidade de pressão externa. Essas forças opostas de gravidade e pressão criam oscilações, análogas às ondas sonoras criadas no ar por diferenças de pressão.
Essas perturbações são importantes, pois são responsáveis pela física sutil que resulta na anisotropia cósmica de fundo em micro-ondas. Nesta época, a amplitude das perturbações que entram no horizonte oscilam senoidalmente, com regiões densas tornando-se mais rarefeitas e depois tornando-se densas novamente, com uma frequência que está relacionada ao tamanho da perturbação. Se a perturbação oscilar um número inteiro ou semi-integral de vezes entre entrar no horizonte e a recombinação, ela aparece como um pico acústico da anisotropia cósmica de fundo em micro-ondas. (Uma meia-oscilação, na qual uma região densa se torna uma região rarefeita ou vice-versa, aparece como um pico porque a anisotropia é exibida como um espectro de força, de modo que as subdensidades contribuem para a potência tanto quanto as superdensidades.) A física que determina a estrutura de pico detalhada do fundo de micro-ondas é complicada, mas essas oscilações fornecem a essência.

## Estrutura linear

Evolução de duas perturbações para o modelo M.E.F.Λ de big bang homogêneo. Entre a entrada no horizonte e o desacoplamento, a perturbação da matéria escura (linha tracejada) cresce logaritmicamente, antes que o crescimento acelere na dominação da matéria. Por outro lado, entre a entrada no horizonte e o desacoplamento, a perturbação no fluido bárion-fóton (linha contínua) oscila rapidamente. Após o desacoplamento, ela cresce rapidamente para corresponder à perturbação dominante da matéria, o modo da matéria escura.

Uma das principais conclusões feitas pelos cosmólogos nas décadas de 1970 e 1980 foi que a maior parte do conteúdo de matéria do universo não era composta de átomos, mas sim de uma forma misteriosa de matéria conhecida como matéria escura. A matéria escura interage pela força da gravidade, mas não é composta de bárions, e sabe-se com altíssima precisão que não emite nem absorve radiação. Pode ser composta de partículas que interagem através da interação fraca, como neutrinos,[14] mas não pode ser composta inteiramente dos três tipos conhecidos de neutrinos (embora alguns tenham sugerido que é um neutrino estéril). Evidências recentes indicam que há cerca de cinco vezes mais matéria escura do que matéria bariônica e, portanto, a dinâmica do universo nesta época é dominada pela matéria escura.
A matéria escura desempenha um papel crucial na formação da estrutura porque sente apenas a força da gravidade: a instabilidade gravitacional que permite a formação de estruturas compactas não é oposta por nenhuma força, como a pressão de radiação. Como resultado, a matéria escura começa a colapsar em uma rede complexa de [[Halo de matéria escura|halos de matéria escura][ bem antes da matéria comum, que é impedida por forças de pressão. Sem a matéria escura, a época de formação da galáxia ocorreria substancialmente mais tarde no universo do que é observado.
A física da formação da estrutura nesta época é particularmente simples, pois as perturbações da matéria escura com diferentes comprimentos de onda evoluem independentemente. À medida que o raio de Hubble cresce no universo em expansão, ele abrange perturbações cada vez maiores. Durante a dominação da matéria, todas as perturbações causais da matéria escura crescem através do agrupamento gravitacional. No entanto, as perturbações de menor comprimento de onda que são incluídas durante a dominação da radiação têm seu crescimento retardado até a dominação da matéria. Nesse estágio, espera-se que a matéria bariônica luminosa reflita a evolução da matéria escura de forma simples, e suas distribuições devem seguir uma a outra.
É fácil calcular esse "espectro de energia linear" e, como ferramenta para a cosmologia, é de importância comparável à radiação cósmica de fundo. Pesquisas de galáxias mediram o espectro de energia, como o Levantamento digital do Céu Sloan (L.D.C.S.), e por pesquisas da floresta de Lyman-α [en]. Uma vez que esses estudos observam radiação emitida por galáxias e quasares, eles não medem diretamente a matéria escura, mas espera-se que a distribuição em larga escala das galáxias (e das linhas de absorção na floresta de Lyman-α) reflita a distribuição da matéria escura de perto. Isso depende do fato de que as galáxias serão maiores e mais numerosas em partes mais densas do universo, ao passo que serão comparativamente escassas em regiões rarefeitas.

## Estrutura não linear
Quando as perturbações crescem o suficiente, uma pequena região pode se tornar substancialmente mais densa do que a densidade média do universo. Neste ponto, a física envolvida torna-se substancialmente mais complicada. Quando os desvios da homogeneidade são pequenos, a matéria escura pode ser tratada como um fluido sem pressão e evolui por equações muito simples. Em regiões que são significativamente mais densas do que o fundo, toda a teoria newtoniana da gravidade deve ser incluída. (A teoria newtoniana é apropriada porque as massas envolvidas são muito menores do que as necessárias para formar um buraco negro, e a velocidade da gravidade [en] pode ser ignorada, pois o tempo de passagem da luz para a estrutura ainda é menor do que o tempo dinâmico característico.) Um sinal de que as aproximações linear e fluida se tornam inválidas é que a matéria escura começa a formar cáusticas nas quais as trajetórias das partículas adjacentes se cruzam, ou as partículas começam a formar órbitas. Essas dinâmicas são melhor compreendidas usando simulações de N-corpos [en] (embora uma variedade de esquemas semi-analíticos, como o formalismo de Press–Schechter [en], possam ser usados em alguns casos). Embora em princípio essas simulações sejam bastante simples, na prática elas são difíceis de implementar, pois exigem a simulação de milhões ou mesmo bilhões de partículas. Além disso, apesar do grande número de partículas, cada partícula normalmente pesa 109 massas solares e os efeitos de discretização podem se tornar significativos. A maior simulação desse tipo, de 2005, é a simulação Millennium [en].
O resultado das simulações de N-corpos sugere que o universo é composto em grande parte de vazios, cujas densidades podem ser tão baixas quanto um décimo da média cosmológica. A matéria se condensa em grandes filamentos e halos que possuem uma intrincada estrutura semelhante a uma teia. Estes formam Galaxy groups and clusters [en] e superaglomerados de galáxias. Embora as simulações pareçam concordar amplamente com as observações, sua interpretação é complicada pela compreensão de como as densas acumulações de matéria escura estimulam a formação de galáxias. Em particular, muito mais halos pequenos se formam do que vemos em observações astronômicas como galáxias anãs e aglomerados globulares. Isso é conhecido como o problema da galáxia anã e, várias, explicações foram propostas. A maioria considera isso um efeito na complicada física da formação de galáxias, mas alguns sugeriram que é um problema com nosso modelo de matéria escura e que algum efeito, como a matéria escura morna, impede a formação dos halos menores.

## Evolução de gás
O estágio final da evolução ocorre quando os bárions se condensam nos centros dos halos das galáxias para formar galáxias, estrelas e quasares. A matéria escura acelera muito a formação de halos densos. Como a matéria escura não tem pressão de radiação, a formação de estruturas menores a partir da matéria escura é impossível. Isso ocorre porque a matéria escura não pode dissipar o momento angular, enquanto a matéria bariônica comum pode colapsar para formar objetos densos ao dissipar o momento angular por meio do resfriamento radiativo. Entender esses processos é um problema computacional extremamente difícil, porque eles podem envolver a física da gravidade, magnetohidrodinâmica, física atômica, reações nucleares, turbulência e até mesmo a relatividade geral. Na maioria dos casos, ainda não é possível realizar simulações que possam ser comparadas quantitativamente com as observações, e o melhor que pode ser alcançado são simulações aproximadas que ilustram as principais características qualitativas de um processo como uma formação estelar.

## Modelagem da formação da estrutura

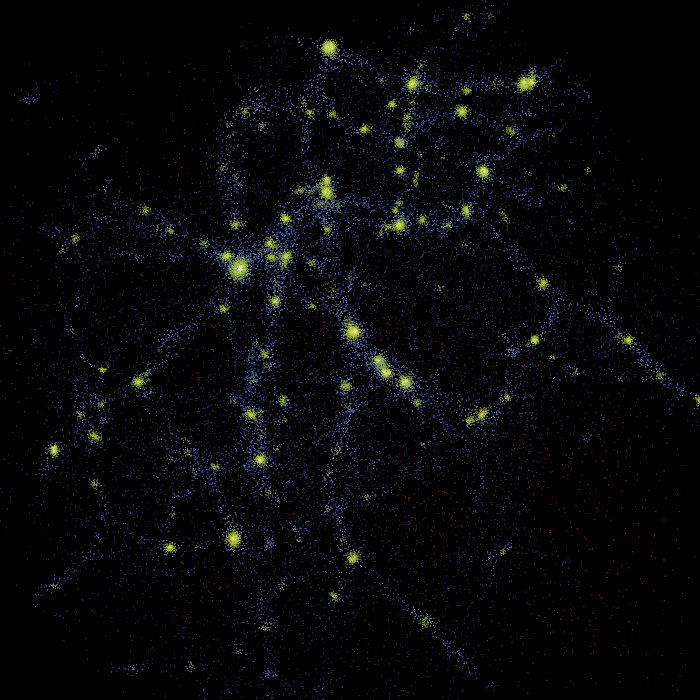
Instantâneo de uma simulação de computador da formação de estruturas em larga escala em um universo M.E.F.Λ.

### Perturbações cosmológicas
Grande parte da dificuldade e muitas das disputas na compreensão da estrutura em larga escala do universo podem ser resolvidas por um melhor entendimento da escolha do medidor (gauge) na relatividade geral. Pela decomposição escalar–vetorial–tensorial [en], a métrica inclui quatro perturbações escalares, duas perturbações vetoriais e uma perturbação tensorial. Apenas as perturbações escalares são significativas: os vetores são suprimidos exponencialmente no início do universo, e o modo tensorial faz apenas uma pequena (mas importante) contribuição na forma de radiação gravitacional primordial e modos B da polarização cósmica de fundo em micro-ondas. Dois dos quatro modos escalares podem ser removidos por uma transformação de coordenadas fisicamente sem sentido. Quais modos são eliminados determinam o número infinito de possíveis fixações de medidores (gauges). O medidor (gauge) mais popular é o medidor (gauge) newtoniano [en] (e o medidor (gauge) newtoniano conforme intimamente relacionado), no qual os escalares retidos são os potenciais newtonianos Φ e Ψ, que correspondem exatamente à energia potencial newtoniana da gravidade newtoniana. Muitos outros medidores (gauges) são usados, incluindo o medidor (gauge) síncrono [en], que pode ser um medidor eficiente para computação numérica (é usado pelo CMBFAST [en]). Cada medidor (gauge) ainda inclui alguns graus de liberdade não físicos. Existe o chamado formalismo invariante do medidor (gauge), no qual apenas combinações de variáveis invariantes do medidor (gauge) são consideradas.

### Inflação e condições iniciais
Acredita-se que as condições iniciais para o universo surjam das flutuações mecânicas quânticas invariantes da escala da inflação cósmica. A perturbação da densidade de energia de fundo em um determinado ponto {\displaystyle \rho (\mathbf {x} ,t)} no espaço é então dada por um campo aleatório gaussiano [en] homogêneo [en] e isotrópico de  média zero. Isso significa que a transformada espacial de Fourier de {\displaystyle \rho } – {\displaystyle {\hat {\rho }}(\mathbf {k} ,t)} tem as seguintes funções de correlação [en]
{\displaystyle \langle {\hat {\rho }}(\mathbf {k} ,t){\hat {\rho }}(\mathbf {k} ',t)\rangle =f(k)\delta ^{(3)}(\mathbf {k} -\mathbf {k'} )},
onde {\displaystyle \delta ^{(3)}} é a função delta de Dirac tridimensional e {\displaystyle k=|\mathbf {k} |} é o comprimento de {\displaystyle \mathbf {k} } . Além disso, o espectro previsto pela inflação é quase invariante à escala, o que significa
{\displaystyle \langle {\hat {\rho }}(\mathbf {k} ,t){\hat {\rho }}(\mathbf {k} ',t)\rangle =k^{n_{s}-1}\delta ^{(3)}(\mathbf {k} -\mathbf {k'} )},
onde {\displaystyle n_{s}-1} é um número pequeno. Finalmente, as condições iniciais são adiabáticas ou isentrópicas, o que significa que a fração de perturbação na entropia de cada espécie de partícula é igual. As previsões resultantes se encaixam muito bem com as observações.